# Metailurus
Metailurus és un gènere extint de mamífers carnívors de la família dels fèlids que tingueren una amplíssima distribució des del Miocè superior fins al Plistocè mitjà, fa entre 129.000 anys i 9,7 milions d'anys. Se n'han trobat restes fòssils a Bulgària, Espanya, els Estats Units, Grècia, Kenya, Moldàvia, Romania, Rússia, Tanzània, Ucraïna, la Xina i, possiblement, Sud-àfrica. Eren maquerodontins de mida mitjana, amb una gamma de dimensions que anaven des de la grandària d'un lleopard gros fins a la mida d'un puma. L'espècie M. major atenyia una alçada a la creu de 73 cm. La seva fórmula dental era {\displaystyle {\tfrac {3.1.2.1}{3.1.2.1}}}. El nom genèric Metailurus significa ‘al costat del gat’ o ‘després del gat’.